# Šaban Šaulić

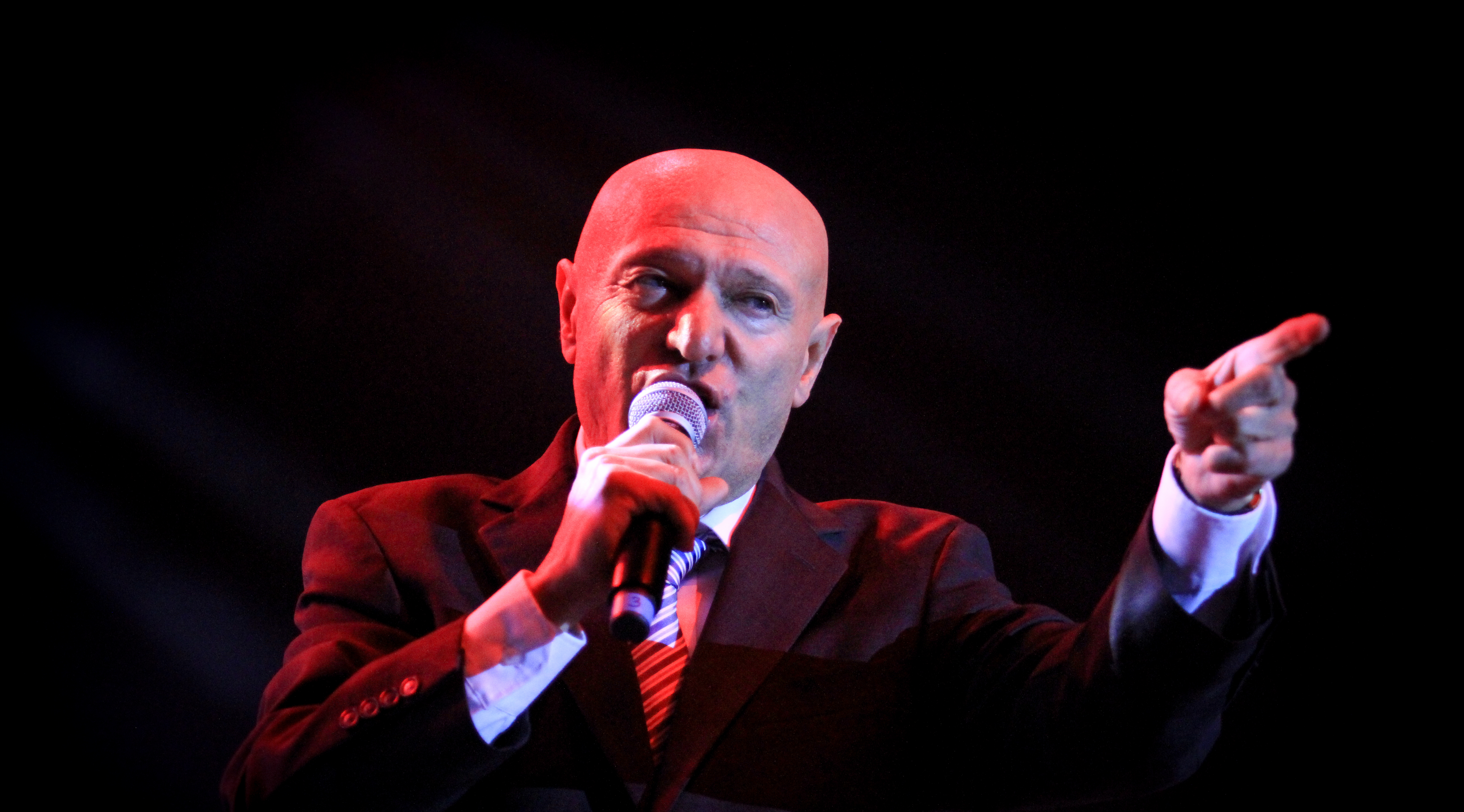
Šaulić bei einem Konzertauftritt in Sofia (2016)

Šaban Šaulić (serbisch: Шабан Шаулић, * 6. September 1951 in Šabac, Jugoslawien; † 17. Februar 2019 in Bielefeld, Deutschland) war ein jugoslawischer bzw. serbischer Folk- und Turbo-Folk-Sänger.

## Leben und Karriere
Mit achtzehn Jahren wurde Šaulić mit seiner ersten Plattenveröffentlichung, einer EP mit dem Hit Dajte mi utjehu (deutsch: „Gebt mir Trost“), in Jugoslawien bekannt, während er die Wehrdienstgrundausbildung mit Miroslav Ilić in Bitola absolvierte. Später zählte er zu den bekanntesten Volksmusik-Sängern des Balkans und wird bis heute aufgrund seiner langen Musikkarriere als König (serbokroatisch Краљ Kralj) des Folks bezeichnet. Er nahm insgesamt 23 Singles und 32 Alben auf; zwei Best-Of-Alben erschienen. Seine erste Single erschien 1969 mit dem Orchester von Budimir Jovanović. Sein letztes Album erschien 2008 und trägt den Titel Milicu Stojan voleo (deutsch: „Stojan liebte Milica“).
Šaulić lebte mit seiner Frau und drei Kindern in Belgrad.
Am Morgen des 17. Februar 2019 wurde Šaban Šaulić auf dem Rückweg von einem Konzert in Bielefeld auf der Autobahn A2 in der Nähe von Gütersloh unverschuldet in einen schweren Verkehrsunfall in einer Baustelle verwickelt. Er war noch in der Lage, selbständig das Auto zu verlassen, starb dann aber in einem Bielefelder Krankenhaus. Auch Šaulićs Keyboarder Mirsad Kerić starb durch den Unfall. Der 37-jährige Unfallverursacher, der unter Alkohol und Drogen gestanden hatte, keinen Führerschein besaß und 156 km/h schnell gefahren war, wurde im Januar 2022 wegen fahrlässiger Tötung in zwei Fällen und fahrlässiger Körperverletzung in einem Fall zu einer Haftstrafe von drei Jahren und drei Monaten verurteilt.

## Diskografie

### Alben
| - 1972: Bio Sam Pijanac - 1976: Gore pisma svedoci ljubavi - 1978: Dođi da ostarimo zajedno - 1980: Ponovo smo na početku sreće - 1981: Meni je s tobom sreća obećana - 1982: Svetlana - 1984: Tebi ne mogu da kažem ne - 1985: Kafanska noć - 1986: Kad bi čaša znala - 1986: Vanredan album - 1987: Kralj Boema, Verujem u ljubav - 1988: Samo za nju - 1988: Ljubav je velika tajna - 1989: Ljubav je pesma i mnogo više - 1990: Pomoži mi druže, pomoži mi brate | - 1992: Andjeoska Vrata - 1994: Ljubavna drama - 1995: Volim da volim - 1996: Tebi, koja si otisla - 1997: Od srca - 1998: Ljubav je slatka robija - 1998: Tebe da zaboravim - 2000: Za novi milenijum - 2001: Eno, Eno - 2002: Kralj i sluga - 2004: Sadrvani - 2005: Telo uz telo - 2006: Bogati siromah - 2008: Milica i Stojan |

### Live-Alben
- 2003: Live

### Kompilationen
- 1984: Hitovi i malo novo
- 2000: Balade
- 2005: Hitovi
- 2007: Najlepše pesme

### Singles
| - 1969: Dajte mi utjehu - 1970: Pitaju Me zašto tugujem - 1970: Zbog neverstva jedne žene - 1971: Sada je svemu kraj - 1972: Sećam se te Žene - 1972: Bio Sam Pijanac - 1973: Dva Oka Njena - 1973: Ne pitaj me kako mi je druže - 1974: Tužno vetri gorom viju - 1974: Duša Me Boli Draga - 1974: Kako Si Majko, Kako Si Oče - 1975: Ti Si Sada Srećna - 1975: Na Stolu Pismo Od Majke - 1975: Ti Motiku, a Ja Plug - 1976: Danima te cekam - 1976: Uvenuće Narcis Beli - 1976: Nije On Čovek Za Tebe - 1977: Nemoj Pogled Da Sarkrivas - 1978: Pozn’o bih te medj’ hiljadu žena - 1978: Dodji Da Ostarimo Zajedno | - 1979: Dva Galeba Bela - 1979: S Namerom Dodjoh u Veliki Grad - 1981: Ne Plači Dobri Domaćine - 1981: Sneg je opet Snežana - 1981: Meni je s tobom sreća obećana - 1984: Odlaziš, odlaziš - 1984: Vidjas li mi staru ljubav - 1985: Kraljice srca moga - 1985: Nocas mi se s tobom spava - 1985: Gordana - 1988: Samo za nju - 1993: Dva galeba bela - 1994: Majko, sve ti oprastam - 2001: Nema Ništa Majko Od Tvoga Veselja - 2002: Ti Me Varaš Najbolje - 2008: Mihajlo - 2013: Žal - 2017: Otkad Tebe Znam (mit Tea Tairović) - 2018: Nemam više nikoga (Ubice mog oca) |